# Falsomordellistena kleckai
Falsomordellistena kleckai là một loài bọ cánh cứng trong họ Mordellidae. Loài này được Horák miêu tả khoa học năm 2005.